# Sandberg (Schlegel)
Der Sandberg ist eine 323 Meter hohe Erhebung in der Östlichen Oberlausitz im Freistaat Sachsen. Sie liegt nördlich von Schlegel. Die Kuppe des Berges besteht fast vollständig aus Schmelzwasserkiesen und -sanden einer Grundmoräne aus der Elster-Kaltzeit, diese werden hier in einer Sandgrube abgebaut. Die Mächtigkeit dieser Schicht beträgt etwa acht Meter, dürfte aber ursprünglich bei dreißig Metern gelegen haben. Die Kiese und Sande sind von einer fünfzehn Meter dicken Schicht aus Ton unterlagert, wie bei einer Bohrung in Burkersdorf festgestellt wurde.
Im Jahr 1800 wurde auf dem Berg die spätere Birkmühle errichtet. Bereits 1817 trug man sie aber wieder ab und brachte sie mit drei Pferdefuhrwerken an ihren heutigen Standort in Oberoderwitz. Auf Karten von 1844 ist auf dem Sandberg eine später errichtete Holländerwindmühle verzeichnet, die aber nicht erhalten geblieben ist.